# 중국국제항공의 운항 노선
2019년 4월 현재, 아래는 중국국제항공의 취항지 목록이다. 단 * 된 표시는 중국국제항공과 중국국제항공 카고가 동시에 취항한다.

## 운항 노선

### 아시아

#### 동아시아
- 대한민국
  - 서울
    - 인천국제공항
    - 김포국제공항

  - 부산 - 김해국제공항
  - 제주 - 제주국제공항
- 중화인민공화국
  - 베이징시
    - 베이징 수도 국제공항 * 메인 허브

  - 상하이시
    - 상하이 푸둥 국제공항 * 국제선 허브
    - 상하이 훙차오 국제공항 국내선 허브

  - 간쑤성
    - 란저우 - 란저우 중촨 국제공항
    - 둔황 - 둔황 공항

  - 광둥성
    - 광저우 - 광저우 바이윈 국제공항
    - 산터우 - 산터우 와이샤 공항
    - 선전 - 선전 바오안 국제공항
    - 주하이 - 주하이 국제공항

  - 광시 성
    - 구이린 - 구이린 량장 국제공항
    - 난닝 - 난닝 우수 국제공항
    - 류저우 - 류저우 발리안 공항
    - 베이하이 - 베이하이 푸청 공항

  - 구이저우성
    - 구이양 - 구이양 롱동바오 국제공항

  - 랴오닝성
    - 다롄 - 다롄 저우수이쯔 국제공항
    - 단둥 - 단둥 랑터우 공항
    - 선양 - 선양 타오셴 국제공항
    - 차오양 - 차오양 공항

  - 산둥성
    - 웨이하이 - 웨이하이 다슈이보 공항
    - 옌타이 - 옌타이 펑라이 국제공항
    - 지난 - 지난 야오창 국제공항
    - 칭다오 - 칭다오 자오둥 국제공항

  - 산시성
    - 시안 - 시안 셴양 국제공항
    - 타이위안 - 타이위안 우수 국제공항
    - 다퉁 - 다퉁 공항
    - 창즈 - 창즈 왕쿤 공항

  - 쓰촨성
    - 청두
      - 청두 솽류 국제공항
      - 청두 톈푸 국제공항 *

    - 다저우 - 다저우 공항
    - 몐양 - 몐양 공항
    - 시창 - 시창 칭샨 공항
    - 이빈 - 이빈 공항
    - 판즈화 - 판즈화 바오애닝 공항
    - 다오청 - 다오청 야딩 공항

  - 안후이성
    - 허페이 - 허페이 신차오 국제공항
    - 황산 - 황산 툰시 국제공항

  - 윈난성
    - 쿤밍 - 쿤밍 창수이 국제공항
    - 리장 - 리장 삼이 공항
    - 징훙 - 시솽반나 가사 국제공항

  - 장쑤성
    - 난징 - 난징 루커우 국제공항
    - 난퉁 - 난퉁 싱동 공항
    - 쑤저우 - 쑤저우 창러 국제공항
    - 창저우 - 창저우 빈뉴 공항

  - 장시성
    - 난창 - 난창 창베이 국제공항
    - 지안 - 징강산 공항
    - 징더전 - 징더전 공항

  - 저장성
    - 닝보 - 닝보 리서 국제공항
    - 원저우 - 원저우 용창 국제공항
    - 항저우 - 항저우 샤오산 국제공항
    - 황옌 - 황옌 리퀴아오 공항

  - 지린성
    - 옌지 - 옌지 차오양촨 공항
    - 창춘 - 창춘 룽자 국제공항

  - 충칭시
    - 충칭 - 충칭 장베이 국제공항 * 포커스 시티
    - 완저우 - 완저우 공항

  - 칭하이성
    - 시닝 - 시닝 차오차바오 공항

  - 톈진시
    - 톈진 - 톈진 빈하이 국제공항 * 포커스 시티

  - 푸젠성
    - 샤먼 - 샤먼 가오치 국제공항
    - 취안저우 - 취안저우 진장 국제공항
    - 푸저우 - 푸저우 창러 국제공항

  - 하이난성
    - 싼야 - 싼야 펑황 국제공항
    - 하이커우 - 하이커우 메이란 국제공항

  - 허난성
    - 정저우 - 정저우 신정 국제공항 *

  - 헤이룽장성
    - 자무쓰 - 자무쓰 공항
    - 치치하얼 - 치치하얼 공항
    - 하얼빈 - 하얼빈 타이핑 국제공항

  - 후난성
    - 창시 - 창사 황화 국제공항
    - 장자제 - 장자제 허화 국제공항
    - 청더 - 청더 공항

  - 후베이성
    - 우한 - 우한 톈허 국제공항
    - 샹양 - 샹양 공항
    - 이창 - 이창 공항

  - 내몽골 자치구
    - 후허하오터 - 후허하오터 바이타 국제공항 포커스 시티
    - 만저우리 - 만저우리 공항
    - 바오터우 - 바오터우 공항
    - 시린하오터 - 시린하오터 공항
    - 어얼둬쓰 - 어얼둬쓰 공항
    - 츠펑 - 츠펑 공항
    - 퉁랴오 - 퉁랴오 공항
    - 하이라얼 - 하이라얼 동산 공항

  - 닝샤 후이족 자치구
    - 인촨 - 인촨 허둥 공항

  - 신장 위구르 자치구
    - 우루무치 - 우루무치 디워푸 국제공항
    - 카스 - 카스 공항
    - 쿠얼러 - 쿠얼러 공항
    - 호탄 - 호탄 공항

  - 티베트
    - 라싸 - 라싸 공가 공항
    - 린즈 - 린즈 공항
    - 르카쩌 - 르카쩌 공항
    - 시콴허 - 군사 공항
    - 참도 - 방다 공항
- 홍콩
  - 홍콩 - 홍콩 국제공항 *
- 마카오
  - 마카오 - 마카오 국제공항
- 일본
  - 도쿄
    - 하네다 국제공항
    - 나리타 국제공항 *

  - 나고야 - 주부 센토레아 국제공항
  - 센다이 - 센다이 공항
  - 삿포로 - 신치토세 공항
  - 오사카 - 간사이 국제공항 *
  - 오키나와 - 나하 공항
  - 하코다테 - 하코다테 공항
  - 후쿠오카 - 후쿠오카 공항
  - 히로시마 - 히로시마 공항
- 중화민국
  - 타이베이
    - 타이완 타오위안 국제공항 *
    - 타이베이 쑹산 공항

  - 타이중 - 타이중 국제공항
  - 타이둥 - 타이둥 공항
- 몽골
  - 울란바토르 - 칭기즈 칸 국제공항
- 조선민주주의인민공화국
  - 평양 - 평양 순안 국제공항 - (코로나-19으로 인한 운휴)[1]

#### 동남아시아
- 말레이시아
  - 쿠알라룸푸르 - 쿠알라룸푸르 국제공항
- 미얀마
  - 양곤 - 양곤 국제공항
- 베트남
  - 하노이 - 노이바이 국제공항
  - 나트랑 - 깜라인 국제공항
  - 호치민 시 - 떤썬녓 국제공항
- 싱가포르
  - 싱가포르 - 싱가포르 창이 공항
- 인도네시아
  - 자카르타 - 수카르노 하타 국제공항
- 캄보디아
  - 프놈펜 - 프놈펜 국제공항
- 태국
  - 방콕
    - 돈므앙 국제공항[2]
    - 수완나품 국제공항

  - 푸껫 - 푸껫 국제공항
- 필리핀
  - 마닐라 - 니노이 아키노 국제공항

#### 남아시아
- 네팔
  - 카트만두 - 트리부반 국제공항
- 인도
  - 델리 - 인디라 간디 국제공항
- 파키스탄
  - 이슬라마바드 - 이슬라마바드 국제공항
  - 카라치 - 진나 국제공항

#### 서남아시아
- 아랍에미리트
  - 두바이 - 두바이 국제공항

#### 중앙아시아
- 카자흐스탄
  - 아스타나 - 누르술탄 나자르바예프 국제공항

### 아프리카

#### 남아프리카
- 남아프리카 공화국
  - 요하네스버그 - O. R. 탐보 국제공항 - (선전 경유)

#### 북아프리카
- 이집트
  - 카이로 - 카이로 국제공항 - (2025년 7월 9일 재취항)[3]

### 유럽

#### 서유럽
- 영국
  - 런던 - 런던 히드로 국제공항
  - 맨체스터 - 맨체스터 공항 화물
- 프랑스
  - 파리 - 파리 샤를 드 골 국제공항 *
  - 니스 - 니스 코트다쥐르 공항
- 독일
  - 뒤셀도르프 - 뒤셀도르프 국제공항
  - 뮌헨 - 뮌헨 국제공항
  - 프랑크푸르트 - 프랑크푸르트 국제공항 *
- 네덜란드
  - 암스테르담 - 암스테르담 스키폴 국제공항 화물
- 벨기에
  - 리에주 - 리에주 공항 화물

#### 중유럽
- 스위스
  - 제네바 - 제네바 국제공항
  - 취리히 - 취리히 국제공항
- 오스트리아
  - 비엔나 - 비엔나 국제공항

#### 남유럽
- 그리스
  - 아테네 - 아테네 국제공항
- 스페인
  - 마드리드 - 마드리드 바라하스 국제공항
  - 바르셀로나 - 바르셀로나 엘프라트 국제공항
  - 사라고사 - 사라고사 공항 화물
- 이탈리아
  - 로마 - 레오나르도 다 빈치 국제공항
  - 밀라노 - 밀라노 말펜사 국제공항 ^^

#### 동유럽
- 러시아
  - 모스크바 - 셰레메티예보 국제공항
  - 노보시비르스크 - 톨마쵸보 국제공항 화물
  - 치타 - 카달라 공항 - (2023년 7월 5일 재취항)[4]
- 벨라루스
  - 민스크 - 민스크 국제공항
- 폴란드
  - 바르샤바 - 바르샤바 쇼팽 국제공항
- 헝가리
  - 부다페스트 - 부다페스트 페리 헤지 국제공항

#### 북유럽
- 덴마크
  - 코펜하겐 - 코펜하겐 카스트럽 국제공항 *
- 스웨덴
  - 스톡홀름 - 스톡홀름 알란다 국제공항

### 아메리카

#### 북아메리카
- 미국
  - 워싱턴 DC - 워싱턴 덜레스 국제공항
  - 뉴욕 - 존 F. 케네디 국제공항 *
  - 뉴어크 - 뉴어크 리버티 국제공항
  - 댈러스 - 댈러스 포트워스 국제공항 화물
  - 로스앤젤레스 - 로스앤젤레스 국제공항 *
  - 샌프란시스코 - 샌프란시스코 국제공항
  - 시카고 - 오헤어 국제공항 화물
  - 앵커리지 - 테드 스티븐스 앵커리지 국제공항 화물
  - 포틀랜드 - 포틀랜드 국제공항 화물
  - 휴스턴 - 조지 부시 인터콘티넨털 공항
- 캐나다
  - 몬트리올 - 몬트리올 피에르 엘리오트 트뤼도 국제공항
  - 밴쿠버 - 밴쿠버 국제공항
  - 애드먼턴 - 애드먼턴 국제공항 화물
  - 토론토 - 토론토 피어슨 국제공항 - (2025년 5월 20일 재취항)[5]
- 파나마
  - 파나마시티 - 토쿠멘 국제공항

#### 남아메리카
- 브라질
  - 상파울루 - 상파울루 구아룰류스 국제공항 - (프랑크푸르트 경유)

#### 카리브해
- 쿠바
  - 하바나 - 호세 마르티 국제공항 - (몬트리올 경유)

### 오세아니아
- 뉴질랜드
  - 오클랜드 - 오클랜드 국제공항
- 오스트레일리아
  - 멜버른 - 멜버른 공항
  - 시드니 - 시드니 공항

## 과거 취항지

### 아시아

#### 동아시아
- 중화인민공화국
  - 옌타이 - 옌타이 라이산 국제공항
  - 칭다오 - 칭다오 류팅 국제공항
  - 쿤밍 - 쿤밍 우자바 국제공항
  - 허페이 - 허페이 뤄강 국제공항
- 홍콩
  - 홍콩 - 홍콩 카이탁 국제공항
- 일본
  - 나가사키 - 나가사키 공항
  - 이바라키 - 이바라키 공항

#### 동남아시아
- 미얀마
  - 만달레이 - 만달레이 국제공항

#### 남아시아
- 방글라데시
  - 다카 - 샤잘랄 국제공항
- 인도
  - 벵갈루루 - 벵갈루루 국제공항

#### 서남아시아
- 아랍에미리트
  - 샤르자 - 샤르자 국제공항
- 이라크
  - 바그다드 - 바그다드 국제공항
- 이란
  - 테헤란 - 테헤란 메흐라바드 국제공항
- 쿠웨이트
  - 쿠웨이트 시티 - 쿠웨이트 국제공항
- 파키스탄
  - 이슬라마바드 - 베나지르 부토 국제공항

#### 중앙아시아
- 카자흐스탄
  - 알마티 - 알마티 국제공항

### 아프리카

##### 동아프리카
- 에티오피아
  - 아디스아바바 - 볼레 국제공항

### 유럽

#### 서유럽
- 영국
  - 런던 - 런던 개트윅 국제공항
- 독일
  - 베를린 - 베를린 테겔 국제공항

#### 남유럽
- 세르비아
  - 베오그라드 - 베오그라드 니콜라 테슬라 국제공항
- 튀르키예
  - 이스탄불 - 아타튀르크 국제공항

#### 동유럽
- 러시아
  - 상트페테르부르크 - 풀코보 국제공항
  - 예카테린부르크 - 콜초보 국제공항
  - 이르쿠츠크 - 이르쿠츠크 국제공항
  - 옴스크 - 옴스크 첸트랄니 공항
- 루마니아
  - 부쿠레슈티 - 헨리 코안더 국제공항

### 아메리카

#### 북아메리카
- 미국
  - 산호세 - 산호세 국제공항

### 오세아니아
- 오스트레일리아
  - 브리즈번 - 브리즈번 공항 계절편